# Édouard Risler
Joseph-Édouard Risler (Baden-Baden, 23 febbraio 1873 – Parigi, 22 luglio 1929) è stato un pianista francese.

## Biografia
Risler nacque a Baden-Baden (Germania) da madre tedesca e padre alsaziano. Studiò sotto Louis Diémer, Théodore Dubois e Émile Decombes al Conservatoire de Paris dal 1883 al 1890. Fu registrato da Theo Wangemann all'Esposizione universale di Parigi del 1889, una delle prime registrazioni musicali. Nel 1891 divenne un buon amico di Emmanuel Chabrier e faceva visita e scriveva al compositore più anziano. Completò quindi i suoi studi in Germania con Klindworth, d'Albert e Stavenhagen. Fu il répétiteur al Festpielhaus di Bayreuth nel 1896.
Lasciò presto un segno nel mondo della musica come uno dei più importanti pianisti francesi del suo tempo, aperto alla musica del suo tempo e al repertorio tedesco romantico. Interpretò numerosi dei più importanti cicli: le 32 sonate di Ludwig van Beethoven da ottobre a dicembre 1905, alla Salle Pleyel, le opere complete di Frédéric Chopin e Il clavicembalo ben temperato di Johann Sebastian Bach.
Dal 1906 Risler dedicò molto tempo all'insegnamento e divenne professore al Conservatorio di Parigi nel 1923. Sposò Émilie Girette, una cantante dilettante per la quale Gabriel Fauré aveva scritto diverse sue canzoni. Corrispondeva regolarmente con Reynaldo Hahn e suonò nella prima della Sonatine in do maggiore di Hahn nell'aprile del 1908, alla Salle Érard. Morì a Parigi nel 1929.
Emmanuel Chabrier gli ha dedicato la sua Bourrée fantasque ed Enrique Granados il Coloquio en la reja, estratto da Goyescas.
Risler ha realizzato una trascrizione per pianoforte de I tiri burloni di Till Eulenspiegel di Richard Strauss.

## Premiere eseguite da Risler
Risler ha presentato in anteprima i seguenti lavori:
- Ernest Chausson: Quelques danses (1897)
- Emmanuel Chabrier: Ronde champêtre, Ballabile, Feuillet d'album (3 April 1897)
- Paul Dukas : Sonate in E flat minor (Salle Pleyel, 10 May 1901)
- Dukas: Variations, interlude et finale sur un thème de Rameau (23 May 1903)
- Georges Enesco: Variations pour 2 pianos (with Alfred Cortot)
- Gabriel Fauré: Dolly (Fauré) (with Alfred Cortot; 1898); Impromptu No. 4 (1907); Barcarolles Nos. 6 and 8 (the latter 1907)
- Albéric Magnard: Promenades (Concerts Durand 1911).

## Discografia di Risler
Le incisioni di Risler sono composte da soli 18 lati prodotte nel 1917 dalla Pathé e sono state pubblicate per intero dalla Marston Records nel 2007 come Édouard Risler: Pathé Paper-Label Discs, Paris 1917. Sono state inoltre pubblicate integralmente dall'etichetta Symposium nel 2002 e (almeno per la maggior parte) da The Piano Library nel 1999.
- Ludwig van Beethoven
  - Sonata in La bemolle, Op. 26: Finale - Allegro
  - Sonata in Mi bemolle, Op. 31, n. 3: Secondo Movimento - Scherzo
  - Concerto per pianoforte n. 4 in Sol, Op. 58: Secondo Movimento - Andante con moto (trascrizione per pianoforte solista di Risler)
- Emmanuel Chabrier
  - Idylle (N. 6 da Pièces pittoresques)
- Frédéric Chopin
  - Studio in sol bemolle op. 10 n. 5
  - Notturno in fa diesis op. 15 n. 2
  - Mazurca in la minore, Op. 17, n. 4
  - Valzer in do diesis minore op. 64 n. 2
- François Couperin
  - Le tic-toc-choc, ou Les maillotins
- Louis-Claude Daquin
  - Le coucou
- Benjamin Godard
  - Deuxième Mazurka, Op. 54
- Enrique Granados
  - Danza spagnola n. 10 in sol
- Franz Liszt
  - Rapsodia ungherese n. 11 in la minore
- Felix Mendelssohn
  - Scherzo in mi minore, Op. 16, n. 2
- Jean-Philippe Rameau
  - Le rappel des oiseaux
  - Le tambourin
- Camille Saint-Saëns
  - Valse nonchalante in re bemolle, Op. 110
- Carl Maria von Weber
  - Invito alla danza, Op. 65

### Osservazioni
1. ↑  Risler fece un arrangiamento del pezzo per due pianoforti, a quattro mani, presentato per la prima volta da lui e Cortot l'11 maggio 1911.
2. ↑  Una registrazione live di Francesco Libetta, fatta il 26 luglio 2002 all'International Piano Festival de La Roque-d'Anthéron, è stata pubblicata su VAI DVD 4375.